# Nenad Pavlović
Nenad Pavlović (Beograd, 9. novembar 1950) srpski je kompozitor. Urednik je brojnih TV i radio emisija i autor-voditelj.

## Biografija
Nenad Pavlović je rođen 9. novembra 1950. godine u Zemunu, Beograd, FNRJ. Srednju školu je pohađao u Osmoj beogradskoj gimnaziji, a nakon toga završio Fakultet dramskih umetnosti. Završio je i Srednju muzičku školu „Josip Slavenski“.
Od stranih jezika govori tečno engleski jezik. Oženjen je i otac troje dece.
Član je Udruženja kompozitora Srbije i UNS-a. Ima status umetnika.

## Karijera

### Muzika
Nenad Pavlović počinje da se profesionalno bavi muzikom sa 20 godina, kao deo dueta „Tamara i Nenad“, koji je svojom muzikom, tzv. akustičarskom, ostavio trag u istoriji srpskog roka. Duet „Tamara i Nenad“ učestvuje na gotovo svim festivalima u Jugoslaviji, kao i na Svetskom omladinskom festivalu u Berlinu 1974. godine.
Narednih godina komponuje za mnoge interpretatore zabavne muzike i učestvuje na festivalima, na kojima beleži uspehe, pogotovu na izboru za pesmu Evrovizije: Recept za ljubav — Slađana Milošević (Beograd, 1981), grupa „Sheri“ (Skoplje, 1984).
U ovom periodu sarađuje sa redakcijom za Novu muziku Radio Beograda.
Godine 1978. počinje da se bavi i pisanjem primenjene muzike, dečjih pesama — zabeleženih na nekoliko LP ploča: Verujem u 300 čuda sa Draganom Lakovićem i U zdravom telu zdrav duh iz istoimene TV serije koju je 4 godine i vodio.
Bio je i deo kreativnog tima TV serijala poput Mali program, Đački magazin, Veliki odmor.
U periodu od 1981. do 1995. radeći u redakciji EPP RTS komponuje muziku za preko 100 spotova, od kojih je nekoliko nagrađeno. Za ovaj period kreativnog rada komponovao je preko 200 pesama, muziku za nekoliko filmova, muziku za pozorišne predstave itd.
Za kandidaturu Beograda za olimpijadu ‘92. komponovao je pesmu Belgrade - Belgrade u produkciji FRZ, a spot sa tom muzikom obišao je svet. Često je angažovan kao autor muzike za mnogobrojne serijale u različitim redakcijama uglavnom u RTB, odnosno RTS.

### RTS
Na Trećem kanalu je bio nekoliko godina, od 1992. do 1996. učestvovao je u uređivanju, ili realizaciji emisija kakve su Zabava miliona, Uz nedeljni ručak, Muzički spomenar, Nedeljom, Jutarnji program Uz jutarnju kafu itd. Na Trećem kanalu RTS se upoznaje i sa urednicom i voditeljkom Mirjanom Skupek i zajedno rade na serijalu Pozdrav iz Beograda koji se emitovao u celom svetu satelitom. Započinje i njihova emotivna veze koju ubrzo, 1995, krunišu brakom iz koga imaju dvoje dece, ćerku Ivanu (1995) i sina Vanju (2004). Iz prvog braka Nenad ima i sina Ivana (1984).
Godine 1995. komponuje muziku za film o FK Partizan, povodom pedesete godišnjice Sportskog društva Partizan.
Do 2000, kao muzički urednik, često kao koautor, učestvuje u realizaciji TV serijala Da pitamo zajedno, Četiri dame, Marketing ekspres. Učestvovao je i kao voditelj.
Emisiju Spot hit je osmislio, uređivao, muzički uređivao i vodio. Koautor je emisije PGP Dobro veče, koju je uređivao i vodio zajedno sa suprugom Mirjanom Pavlović, muzički je uređivao i vodio Koktel u 8 — emitovan na RTV Pink, Nedeljni ekspres, Mega hit i druge.
Godine 2000. počinje uredničko-kreativno angažovanje Nenada Pavlovića i na MIP radiju. Na MIP radiju je, zajedno sa suprugom Mirjanom Pavlović, osmislio niz autorskih emisija, džinglova i reklamnih poruka.
Kao autor sarađuje sa mnogim referentnim producentskim kućama. Kao član kreativnog tima, 2005, realizuje TV serijal Srećni telefoni, licenca producentske kuće CELADOR iz Londona — emitovano na RTS-u.
Angažovan je kao urednik, voditelj i rukovodilac marketinga u Medijskom centru FK Partizan, ali i dalje često sarađuje sa zabavnom redakcijom RTS-a i kao muzički urednik je uređivao Novogodišnji program RTS za TV doček 2007. godine.
Broj emisija i projekata u kojima je, kao autor, urednik ili voditelj, učestvovao za vreme svog rada u elektronskim medijima, prelazi dve hiljade, a većina je imala veoma visok rejting i gledanost, odnosno slušanost.
U maju mesecu 2011. godine u produkciji Radio Beograda i RTS, kompozicija Nenada Pavlovića poslata je narodu Japana kao podrška njihovoj hrabroj borbi protiv razaranja i žrtava koje je izazvao razoran zemljotres i cunami.

## Festivali
- 1973. Omladina, Subotica - Pred kraj neba (duet sa Tamarom Pavlović), II nagrada stručnog žirija
- 1973. Zagreb - Pesma ljubavi (duet sa Tamarom Pavlović)
- 1975. Hit parada - Super lav (duet sa Tamarom Pavlović)

## Stvaralaštvo
- Aleksandra Slađana Milošević: Simpatija, Recept za ljubav
- Ambasadori: Usne imam da ga ljubim
- Neda Ukraden: Požuri mi, dragane
- Senka Veletanlić: Bila sam tu
- Tamara Pavlović: Kupi mi tata N.L.O., Tako je to, Ima jedna duga reka